# Amadaiya Rennie
Amadaiya Rennie (Monrovia, 17 marzo 1990) è un ex calciatore liberiano, di ruolo attaccante.

## Caratteristiche tecniche
Rennie è un'ala che gioca prevalentemente sulla fascia destra, ma che all'occorrenza può essere utilizzata sulla sinistra o in posizione più centrale. È stato descritto come rapido ed efficace.

## Carriera

### Club

#### Mighty Barrolle ed Elfsborg
Rennie ha iniziato la carriera con il Mighty Barrolle, per poi passare agli svedesi dell'Elfsborg nel 2009. Durante il suo primo anno in squadra, è stato aggregato alla formazione giovanile del club. Ha esordito tra i professionisti il 15 marzo 2010, subentrando a Johan Larsson nel pareggio a reti inviolate sul campo del Gefle, in una sfida valida per l'Allsvenskan. Ha chiuso la stagione con 3 presenze tra campionato e coppa.

#### GAIS
Nel 2011, Rennie è stato ceduto al GAIS con la formula del prestito. Ha debuttato nella squadra, militante nella Superettan, in data 16 aprile 2011: ha sostituito infatti Álvaro Santos nella vittoria per 0-2 sul campo dell'Halmstad. Il 24 aprile ha segnato la prima rete, nel pareggio per 1-1 in casa del Mjällby. Il 23 giugno 2011, il GAIS ha annunciato che il prestito di Rennie sarebbe terminato il 30 giugno successivo. Ha lasciato la squadra con 7 presenze e 2 reti all'attivo tra tutte le competizioni.

#### Degerfors
A partire dal 1º luglio 2011, Rennie è passato al Degerfors con la medesima formula. Ha esordito con questa maglia il 6 agosto seguente, sostituendo Peter Samuelsson nella sconfitta per 1-2 contro l'Åtvidaberg. Il 14 agosto ha realizzato la prima rete, nel pareggio per 1-1 sul campo dell'Assyriska. Rimasto in squadra per due anni e mezzo, ha totalizzato complessivamente 75 presenze e 13 reti.

#### Hammarby
Il 26 novembre 2013, l'Hammarby ha comunicato sul proprio sito d'aver ingaggiato Rennie, che si è legato al nuovo club con un contratto triennale, valido a partire dal 1º gennaio 2014. Ha debuttato il 7 aprile, sostituendo Lars Fuhre nella vittoria per 0-1 sul campo dell'Assyriska. L'8 giugno è arrivata la prima rete, nella vittoria per 4-0 sul Landskrona BoIS. A fine stagione, l'Hammarby ha conquistato la promozione in Allsvenskan.

#### Brann
L'11 agosto 2015, Brann e Hammarby hanno raggiunto un accordo per uno scambio di prestiti fino al termine della stagione: Jakob Orlov ha fatto ritorno in Svezia, mentre Rennie si è trasferito in Norvegia. Ha scelto la maglia numero 25. Ha esordito il 17 agosto, nel pareggio per 0-0 contro il Sogndal, partita in cui è subentrato ad Azar Karadas. Il 30 agosto è arrivata la prima rete, nella vittoria per 2-3 sul campo dello Strømmen. Il 21 ottobre 2015, in virtù della vittoria del Sogndal sul Kristiansund nel recupero della 27ª giornata di campionato, il Brann ha matematicamente conquistato la promozione in Eliteserien con due giornate d'anticipo sulla fine della stagione. Ha totalizzato 10 presenze in questa porzione di stagione, con una rete all'attivo.

#### Antalyaspor
Tornato all'Hammarby per fine prestito, il 9 agosto 2016 è stato ingaggiato dai turchi dell'Antalyaspor, militanti in Süper Lig, col giocatore che si è legato al nuovo club con un accordo biennale.

## Statistiche

### Presenze e reti nei club
Statistiche aggiornate al 25 luglio 2017.
| Stagione               | Club                   | Campionato             | Campionato | Campionato | Coppe nazionali | Coppe nazionali | Coppe nazionali | Coppe continentali | Coppe continentali | Coppe continentali | Supercoppe | Supercoppe | Supercoppe | Totale | Totale |
| Stagione               | Club                   | Comp                   | Pres       | Reti       | Comp            | Pres            | Reti            | Comp               | Pres               | Reti               | Comp       | Pres       | Reti       | Pres   | Reti   |
| ---------------------- | ---------------------- | ---------------------- | ---------- | ---------- | --------------- | --------------- | --------------- | ------------------ | ------------------ | ------------------ | ---------- | ---------- | ---------- | ------ | ------ |
| 2007                   | Mighty Barrolle        | PL                     | ?          | ?          | -               | -               | -               | -                  | -                  | -                  | -          | -          | -          | ?      | ?      |
| 2008                   | Mighty Barrolle        | PL                     | ?          | ?          | -               | -               | -               | -                  | -                  | -                  | -          | -          | -          | ?      | ?      |
| Totale Mighty Barrolle | Totale Mighty Barrolle | Totale Mighty Barrolle | ?          | ?          |                 | -               | -               |                    | -                  | -                  |            | -          | -          | ?      | ?      |
| 2010                   | Elfsborg               | A                      | 2          | 0          | CS              | 1               | 0               | UEL                | 0                  | 0                  | -          | -          | -          | 3      | 0      |
| mar.-giu. 2011         | GAIS                   | S                      | 5          | 1          | CS              | 2               | 1               | -                  | -                  | -                  | -          | -          | -          | 7      | 2      |
| lug.-dic. 2011         | Degerfors              | S                      | 12         | 3          | CS              | -               | -               | -                  | -                  | -                  | -          | -          | -          | 12     | 3      |
| 2012                   | Degerfors              | S                      | 29         | 4          | CS              | 1               | 0               | -                  | -                  | -                  | -          | -          | -          | 30     | 4      |
| 2013                   | Degerfors              | S                      | 30         | 6          | CS              | 3               | 0               | -                  | -                  | -                  | -          | -          | -          | 33     | 6      |
| Totale Degerfors       | Totale Degerfors       | Totale Degerfors       | 71         | 13         |                 | 4               | 0               |                    | -                  | -                  |            | -          | -          | 75     | 13     |
| 2014                   | Hammarby               | S                      | 28         | 6          | CS              | 4               | 1               | -                  | -                  | -                  | -          | -          | -          | 32     | 7      |
| gen.-ago. 2015         | Hammarby               | A                      | 9          | 0          | CS              | 0               | 0               | -                  | -                  | -                  | -          | -          | -          | 9      | 0      |
| ago.-dic. 2015         | Brann                  | 1D                     | 10         | 1          | CN              | -               | -               | -                  | -                  | -                  | -          | -          | -          | 10     | 1      |
| gen.-ago. 2016         | Hammarby               | A                      | 2          | 0          | CS              | 2               | 0               | -                  | -                  | -                  | -          | -          | -          | 4      | 0      |
| Totale Hammarby        | Totale Hammarby        | Totale Hammarby        | 39         | 6          |                 | 6               | 1               |                    | -                  | -                  |            | -          | -          | 45     | 7      |
| 2016-2017              | Antalyaspor            | SL                     | 2          | 0          | CT              | 1               | 0               | -                  | -                  | -                  | -          | -          | -          | 3      | 0      |
| Totale                 | Totale                 | Totale                 | 102+       | 8+         |                 | 12+             | 0+              |                    | -                  | -                  |            | -          | -          | 114+   | 8+     |

## Palmarès

### Club

#### Competizioni nazionali
- Superettan: 1

Hammarby: 2014